# Тынисмяги (улица)
Ты́нисмяги (эст. Tõnismägi) — улица в Таллине, столице Эстонии.

## География
Пролегает в микрорайоне Тынисмяэ городского района Кесклинн. Начинается на холме Тынисмяги от улицы Эндла и бульвара Каарли двумя разделяемыми сквером Тынисмяэ отрезками с односторонним движением, за сквером становится улицей с двусторонним движением и заканчивается на перекрёстке с Пярнуским шоссе.
Протяжённость — 537 м.

## История
Холм Тынисмяги, на котором расположена одноимённая улица, является одним из древнейших мест заселения Таллина. Средневековый пригород на холме был сожжён во время Ливонской и Северной войн.
В письменных источниках 1907 и 1916 годов улица Тынисмяги упоминается как Антоновская улица.
В советское время на улице располагались:
- Клиника технической остеологии (дом 5),
- Эстонский республиканский совет профсоюзов,
- Эстонский НИИ научно-технической информации (дом 7),
- Эстонский республиканский совет научно-технических обществ (дом 7),
- Дом инженеров (дом 7),
- Таллинский техникум государственной и кооперативной торговли (дом 14),
- Институт истории партии при ЦК КП Эстонии,
- НИИ педагогики ЭССР,
- Министерство просвещения ЭССР.

7 января 1991 года на улице был открыт памятник Паулю Кересу (Tõnismägi 11а), авторы: скульптор Экке Вяли, архитекторы Ханно Крейс (Hanno Kreis, 1962—2011) и Андрес Сийм.  Памятник культуры с 19 июля 1995 года.
Поскольку памятник установили на частной земле, в 2015 году члены Таллинской городской управы Яак Юске и Тармо Круусимяэ предложили перенести его. Однако городская управа решила оставить памятник на прежнем месте и привести его в порядок к 100-летию со дня рождения знаменитого шахматиста. В 2017 году памятник временно перенесли в связи со строительством семиэтажного офисно-жилого здания. Позже его установили в 30 метрах южнее первоначального местоположения.
Общественный транспорт по улице не курсирует.

## Застройка
Застройка улицы в основном относится к концу XIX — первой половине XX века:
- Tõnismägi 2 / Endla tn 3 — здание Национальной библиотеки Эстонии,  памятник архитектуры[11];
- Tõnismägi 3 / Hariduse 2 — 6-этажный каменный жилой дом, архитектор Р. Фалькенберг,  1938 год; на первом этаже коммерческие площади, на остальных — квартиры. Представительский дом с угловым решением. Бывший владелец — Пеэтер Кооритс (Peeter Koorits)[10];
- Tõnismägi 3A — 6-этажный каменный жилой дом в стиле функционализма, покрытый терразитом, архитектор Эуген Захариас[эст.], построен в 1938 году. Бывший владелец — Аугуст Наарис (August Naaris);
- Tõnismägi 5 / Hariduse tn 6 — больничный комплекс Тынисмяги,  памятник архитектуры в югендстиле, возведён в 1909—1939 годах.
  - Комплекс состоит из трёх 4-этажных зданий, которые при объединении образуют U-образную форму в квартале между улицами Тынисмяги и Харидузе. Самое старое здание комплекса построено в 1908—1909 годах. Проект здания, первоначально построенного как жилой дом, разработал инженер Артур Гойнинген-Гюне (1884—1963). В 1937 году к зданию была добавлена пристройка по проекту архитектора Эугена Хаберманна[нем.] для Таллинской общей больничной кассы. В 1938—1939 годах архитектор Эльмар Лохк[эст.] занимался проектом реконструкции здания. Больница работала в комплексе до 1995 года[12];
- Tõnismägi 5A — 4-этажный каменный жилой дом с подвальным этажом, автор проекта — инженер Артур Гойнинген-Гюне. Доходный дом в стиле модерн;
- Tõnismägi 5B — 5-этажный каменный дом, год постройки предположительно 1940, бывший дом Сергей Рутковского (Рудковского). Многоквартирный дом в стиле функционализма, наличествуют детали из терразитовой штукатурки на цокольном этаже, в оконных рамах и в верхней части фасада. Отреставрирован[10];
- Tõnismägi 7 — 2-этажное здание, городская вилла в стиле неоготики по проекту инженера Аксельвона Ховена (Axelvon Howen, 1845–1911),  памятник архитектуры.
  - Строительство началось весной 1882 года, закончилось в 1883 году. Здание оставалось во владении Ховенов до Первой мировой войны, в качестве жилого также использовалось во времена Первой Эстонской Республики. В советское время использовалось как Дом инженеров, после восстановления независимости Эстонии было возвращено законному владельцу, который продал его нынешнему владельцу[13];
- Tõnismägi 8 — 2-этажное здание с несущими конструкциями из известняка и подвалом с деревянными подвесными потолками, построено в начале XIX века,  памятник архитектуры.
  - В 1886—1914 годах в здании размещался приют-школа для слепых, затем работала Таллинская 7-я начальная школа. Принадлежало Министерству юстиции, в 2013 году было реконструировано, в процессе реконструкции был пристроен мансардный этаж[14];
- Tõnismägi 10 — 3-этажный дом из красного кирпича, построен в 1888 году по проекту архитектора Константина Вилькена[эст.], перестроен в 1930-х годах по проекту Карла Бурмана;
- Tõnismägi 11 — 4-этажное кирпичное здание с двумя подземными этажами, построено в 1903 году как 2-этажное, в 1930-х годах было достроено два этажа и позже ещё один этаж. В 1921 году было приобретено Министерством образования и принадлежало ему до завершения строительства здания Суперминистерства по адресу улица Суур-Амеэрика 1[15];
- Tõnismägi 12 — водонапорная башня,  памятник архитектуры.
  - Здание из известняка с круглым планом и дизайном в стиле историзма построено в  1882 году по проекту инженеров Фридриха Ховена[эст.] и А. Эссена. Высота башни 33,8 метра, диаметр 13,7 метра[16];
- Tõnismägi 14 — 5-этажное школьное здание с одним подземным этажом, построено в 1937 году, архитектор Герберт Йохансон[эст.], проект 1935 года. Пристройка 1958 года гармонирует с первоначальным строением. Вместе с домом 12 внесено в Государственный регистр памятников культуры Эстонии под номером 3127 как  памятник архитектуры[16];
- Tõnismägi 16 — 5-этажный дом, первоначально спланированный для 11 квартир, автор проекта — А. И. Владовский.
  - В июле 1940 года здание было приобретено Министерством социальных дел. В советский период здесь работал Институт истории партии и находился архив КПЭ. В настоящее время[когда?]

 — хранилище Национального архива Эстонии. К зданию был пристроен ещё один этаж;
- Tõnismägi 16A / Tuvi tn 18 —  4-этажный жилой дом в стиле функционализма, архитектор Антон Соанс, 1933 год. Пристроен этаж.
- В 2019 году на улице было построено 7-этажное офисно-жилое здание (Tõnismägi 11A)[9].

## Предприятия, учреждения и организации
- Tõnismägi 2 / Endla tn 3 — Национальная библиотека Эстонии;
- Tõnismägi 5 / Hariduse tn 6 — поликлиника Восточно-Таллинской центральной больницы[17];
- Tõnismägi 5 — аптека аптечной сети «Südameapteek»;
- Tõnismägi 5a — Министерство науки и образования;
- Tõnismägi 8 — Эстонский институт исторической памяти[англ.][18] (Эстонский институт памяти[19], эст. Eesti Mälu Instituut)[20];
- Tõnismägi 9 — офис Партии реформ[21];
- Tõnismägi 10 — посольство Латвийской республики;
- Tõnismägi 11 — Эстонская агентура[что?] качества высшего и профессионального образования[22] (эст. Eesti Hariduse Kvaliteediagentuur[23]);
- Tõnismägi 14 — кафедра Таллинского технического университета (бывший Таллинский колледж ТТУ[24]).

Улица Тынисмяги
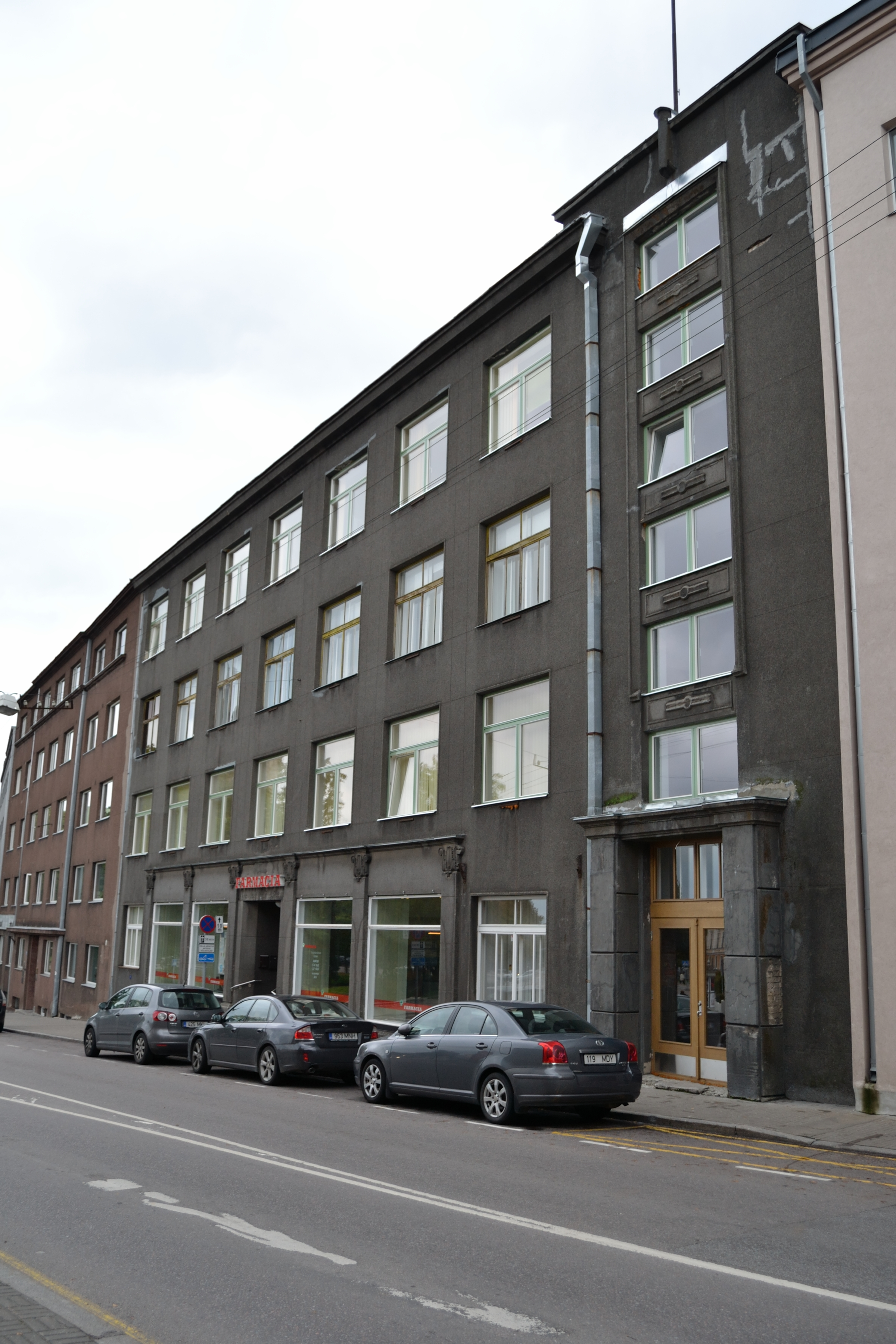
Tõnismägi 5
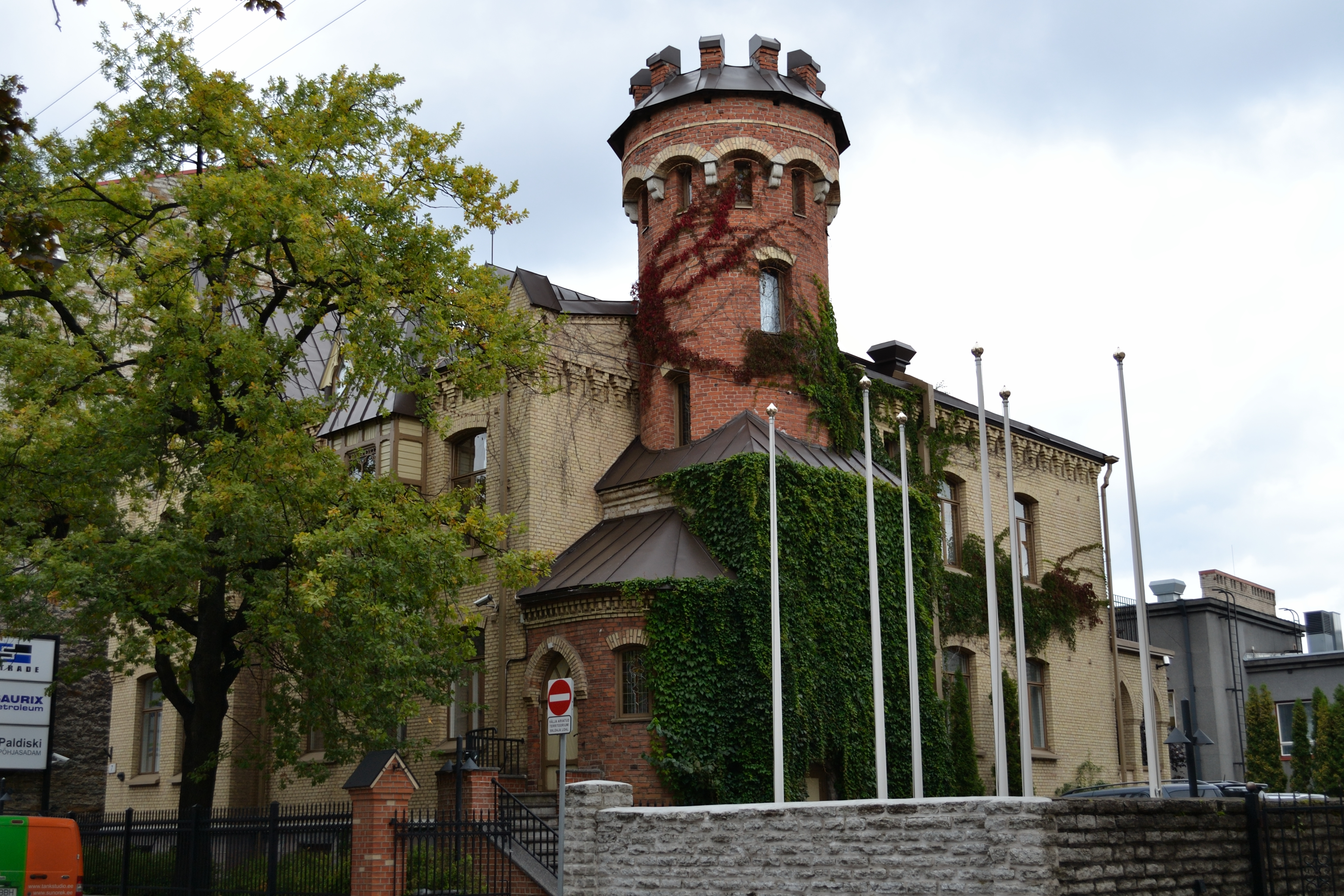
Tõnismägi 7
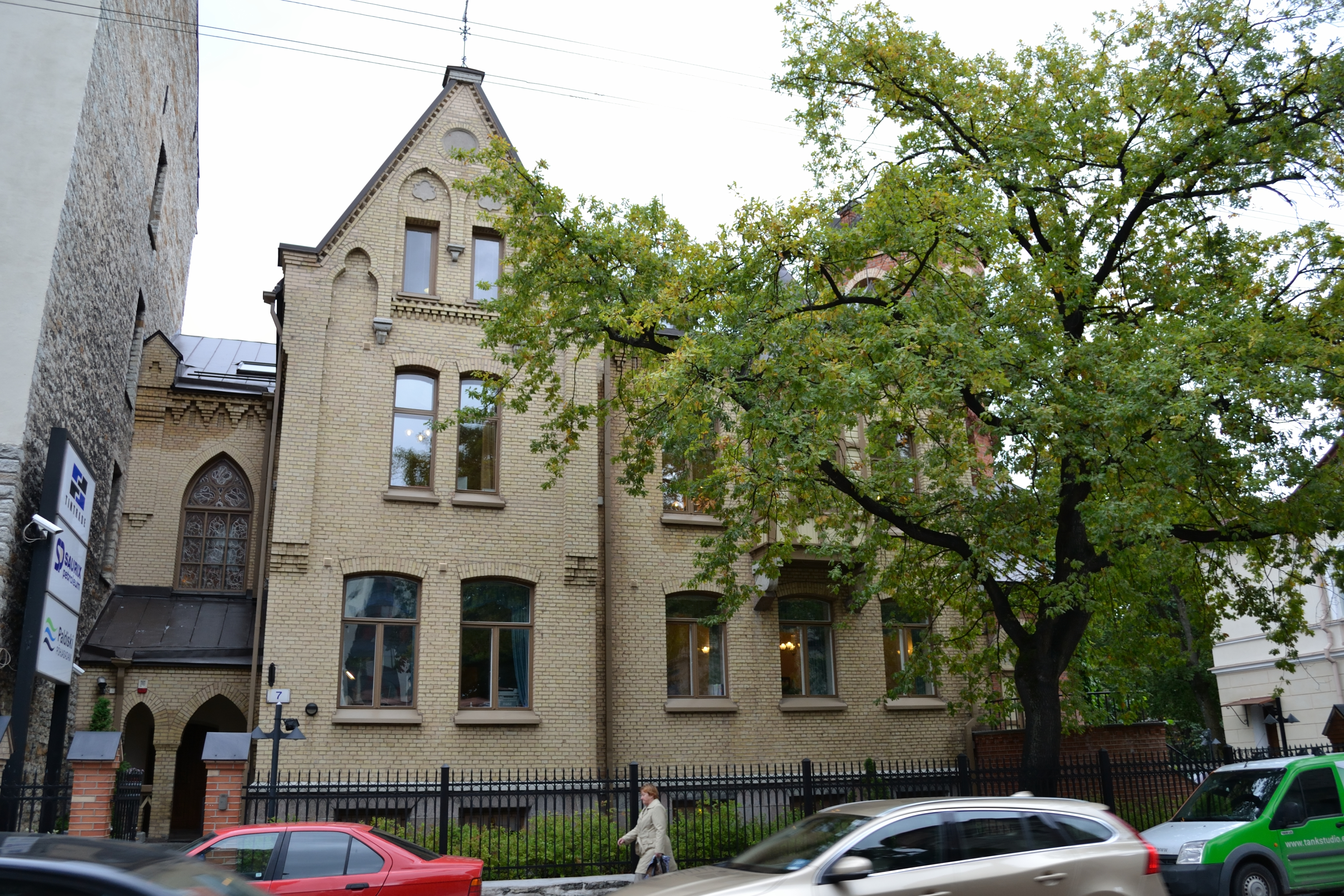
Tõnismägi 7
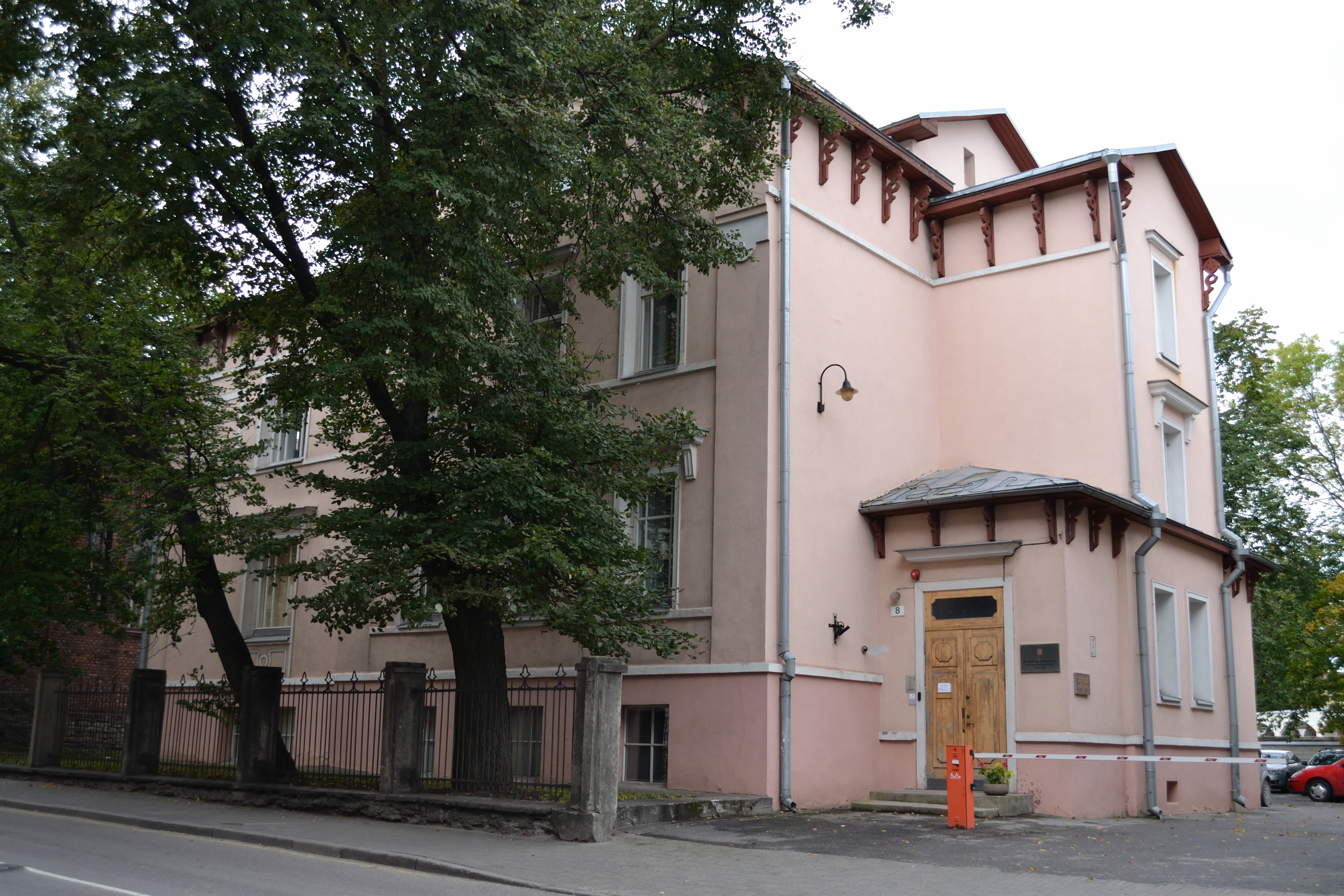
Tõnismägi 8 (памятник архитектуры)
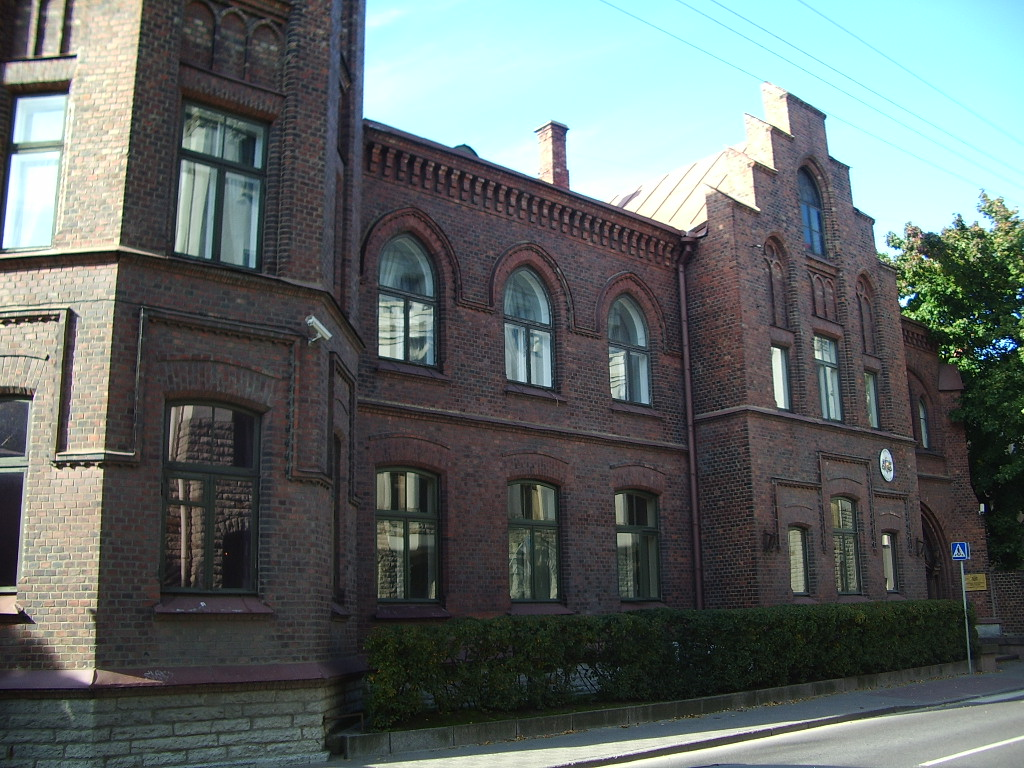
Tõnismägi 10
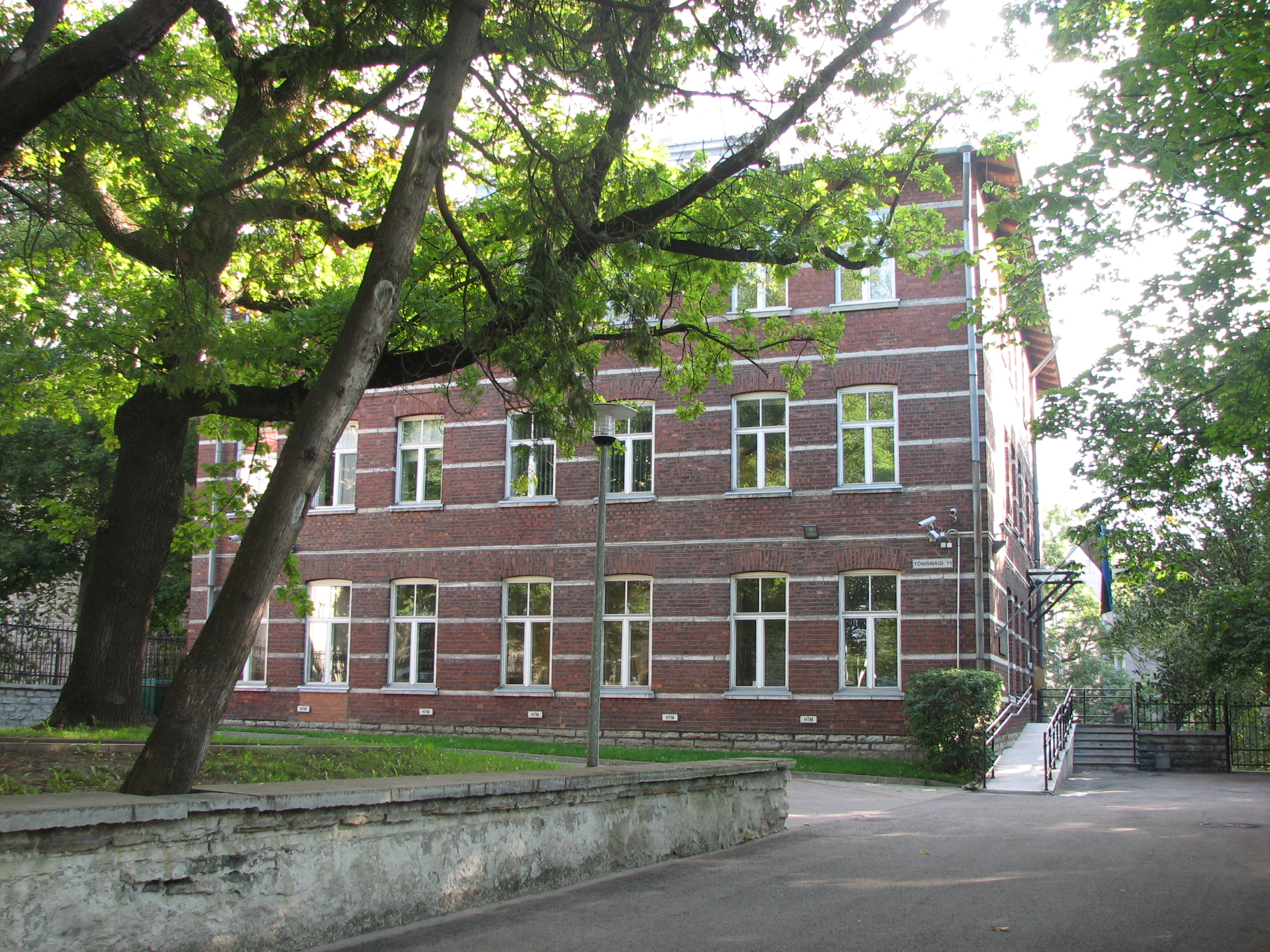
Tõnismägi 11
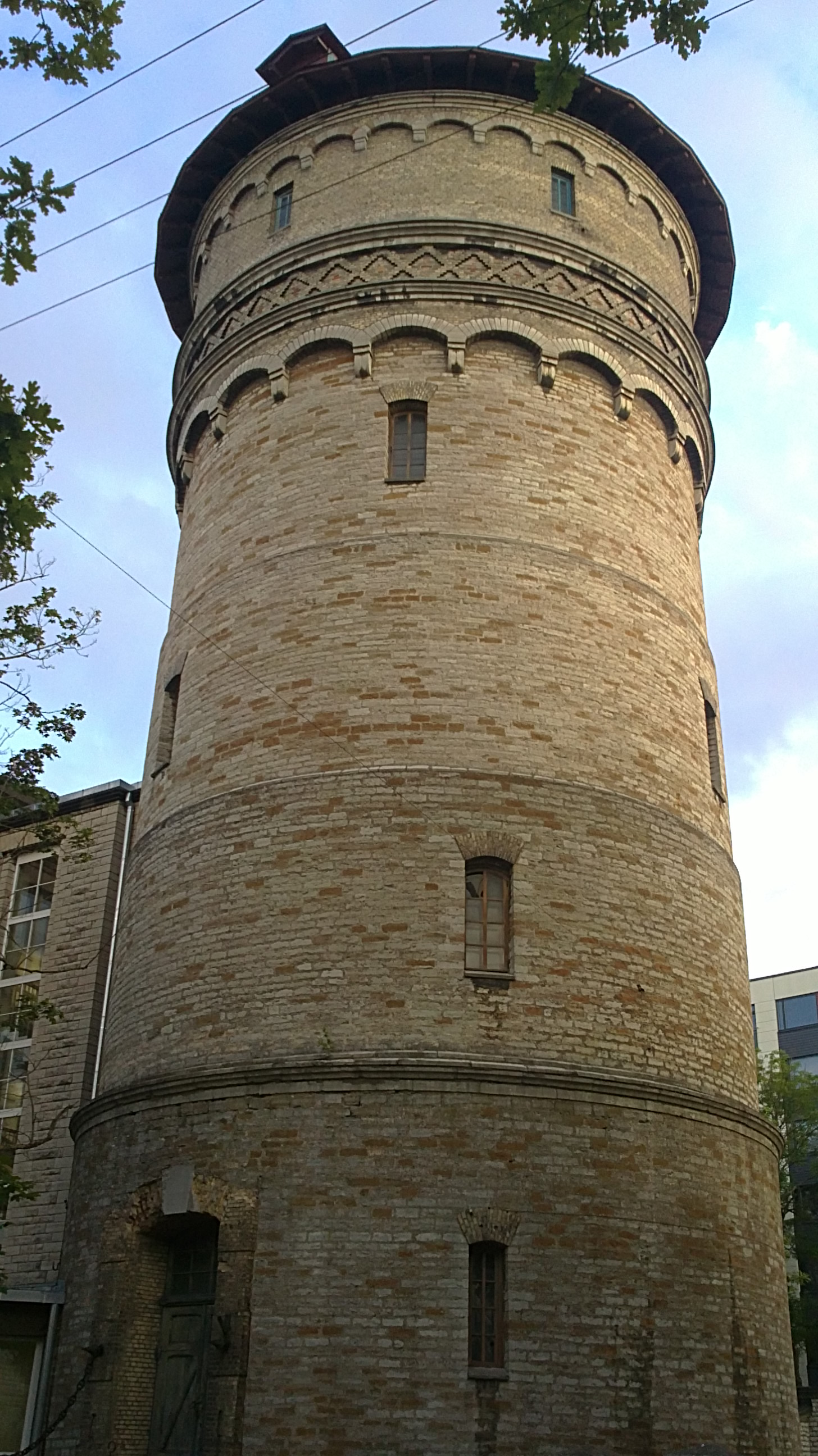
Tõnismägi 12, водяная башня (памятник архитектуры)
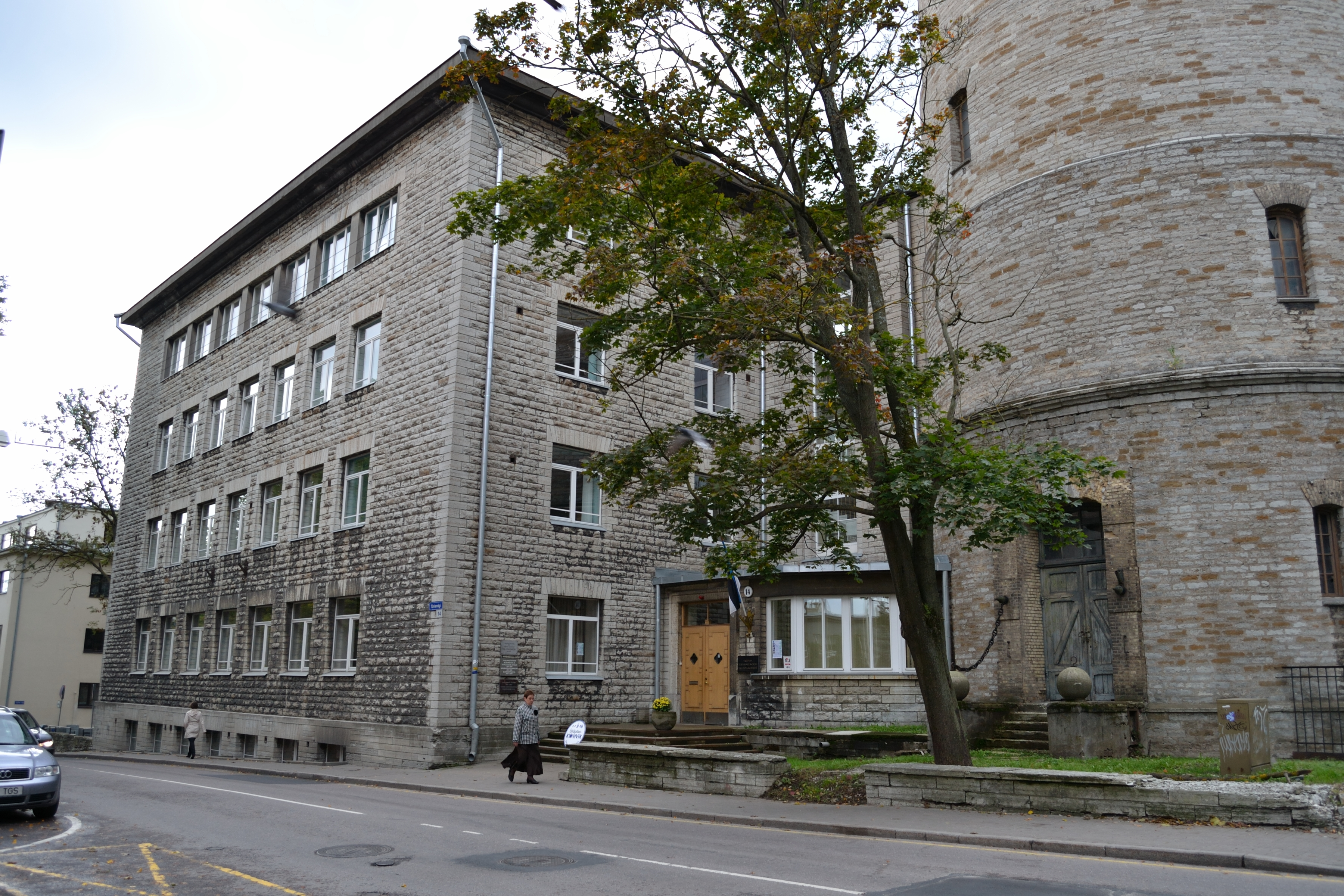
Tõnismägi 12, 14 (памятник архитектуры)